# Malacomys edwardsi
Il ratto di palude di Edwards (Malacomys edwardsi  Rochebrune, 1885) è un roditore della famiglia dei Muridi diffuso nell'Africa occidentale.

## Descrizione
Roditore di medie dimensioni, con la lunghezza della testa e del corpo tra 107 e 157 mm, la lunghezza della coda tra 121 e 182 mm, la lunghezza del piede tra 31 e 37 mm e la lunghezza delle orecchie tra 22 e 28 mm.

Le parti superiori sono castane. I fianchi sono bruno-dorati, la regione scapolare è più chiara. Le parti ventrali sono bianche. I piedi sono ricoperti di peli rossicci. Le vibrisse sono nere. La coda è più lunga della testa e del corpo, rossiccia sopra, bianca sotto.

## Biologia

### Comportamento
È una specie terricola.

## Distribuzione e habitat
Questa specie è diffusa nella Guinea occidentale, Sierra Leone, Liberia, Costa d'Avorio e Ghana meridionali e Nigeria sud-occidentale.
Vive nelle foreste pluviali e in boscaglie umide.

## Conservazione
La IUCN Red List, considerato il vasto areale e la popolazione numerosa, classifica M.edwardsi come specie a rischio minimo (Least Concern).